# Тиццано-Валь-Парма
Тиццано-Валь-Парма (итал. Tizzano Val Parma) —  коммуна в Италии, располагается в регионе Эмилия-Романья, подчиняется административному центру Парма.
Население составляет 2129 человек, плотность населения составляет 27 чел./км². Занимает площадь 78 км². Почтовый индекс — 43028. Телефонный код — 0521.
В коммуне 21 сентября особо поминают апостола Матфея.